# Марија (ТВ серија)
Марија је југословенска ТВ серија снимљена 1976. године у режији Стипе Делића. Сценарио су писали Александар Мародић и Милан Шећеровић.
Прва епизода приказана је 9. јануара 1977. године.

## Улоге
| Глумац                        | Улога                            |
| ----------------------------- | -------------------------------- |
| Мира Бањац                    | Марија Хoрват                    |
| Манца Кошир                   | Зорка                            |
| Петер Карстен (Peter Carsten) |                                  |
| Нада Гаћешић                  | Смиља                            |
| Владо Бачић                   |                                  |
| Семка Соколовић Берток        | Магда                            |
| Дина Рутић                    | Лидија                           |
| Крешимир Зидарић              |                                  |
| Андреј Нахтигал               |                                  |
| Иван Бибало                   |                                  |
| Свен Ласта                    |                                  |
| Берт Сотлар                   |                                  |
| Надежда Вукићевић             | Јелка                            |
| Миа Сасо (Mia Sasso)          | Ружа                             |
| Aља Ткачева                   | Матијасова                       |
| Злата Николић                 |                                  |
| Бојан Марошевић               |                                  |
| Драгана Ерић                  |                                  |
| Илија Ивезић                  | Алојз, мјештанин Јурдола         |
| Маријан Ловрић                | Магдин муж                       |
| Ненад Шегвић                  | Марко, Зоркин муж                |
| Хусеин Чокић                  | Стјепан, мјештанин Јурдола       |
| Јадранка Матковић             | Логорашица                       |
| Столе Аранђеловић             | Сметлар                          |
| Драгомир Фелба                | Дјед                             |
| Миљенка Андроић               | Вера, Маријина кћерка            |
| Анђелко Штимац                | Одборник, мјештанин села Јурдола |
| Златко Мадунић                |                                  |
| Људевит Галић                 |                                  |
| Данило Маричић                | Рак                              |
| Звонимир Торјанац             |                                  |
| Ратко Буљан                   | Немачки официр                   |
| Драган Миливојевић            | Усташки ројник Дујмић            |
| Иво Кадић                     |                                  |
| Сабрија Бисер                 | Раденко, мештанин Јурдола        |
| Марко Симчић                  | Милер, дезертер                  |
| Бранко Миклавц                |                                  |
| Звонимир Зоричић              |                                  |
| Џевад Алибеговић              |                                  |
| Владимир Скрбиншек            | Генерал Макс вон Бауцел          |
| Аленка Светел                 | Госпођа Булов                    |
| Иван Ловричек                 | Њемачки војник                   |
| Франчек Дрофеник              |                                  |
| Марјан Сриенц                 |                                  |
| Марија Лојк                   | Логорашица из Словеније          |
| Боривој Шембера               | Кувар                            |
| Велимир Хитил                 |                                  |
| Рикард Брзеска                |                                  |
| Бранко Шпољар                 |                                  |
| Јован Стефановић              | Клоц                             |
| Марјета Грегорац              | Нолткеова                        |